# Bu Hebilige
Bu Hebilige (ur. 20 września 1996) – chiński judoka.
Uczestnik mistrzostw świata w 2018 i 2019. Startował w Pucharze Świata w 2018 i 2019. Brązowy medalista mistrzostw Azji w 2019; piąty w 2021 roku.